# Двоє на острові сліз
«Двоє на острові сліз» — радянський художній фільм-мелодрама 1986 року, знятий режисером Віктором Дашуком на кіностудії «Білорусьфільм».

## Сюжет
Одного разу в невеликому селищі, де живе дівчина Оля, зупинилися туристи. Оля закохалася в Сєву і забула про Леоніда, який служив в армії. Сєва поїхав, Ольга народила сина, повернувся Леонід і пробачив їй зраду. Вони одружилися, життя стало налагоджуватися, але повернувся Сєва — і Ольга готова йому пробачити минуле…

## У ролях
- Світлана Рябова — Ольга
- Михайло Неганов — Льончик
- Сергій Колтаков — Сєва
- Михайло Жигалов — дід
- Світлана Смирнова — Василина
- Річард Борткевич — Стриж (Серьожа), син
- Владилена Харитонова — епізод
- Альберт Акчурін — доктор-гінеколог
- Олександра Зіміна — баба Ліза, чергова в гуртожитку
- Марія Капніст — жінка на кладовищі
- Раїса Луньова — епізод
- Світлана Андропова — дівчина на дорозі
- Андрій Бубашкін — міліціонер
- Олександра Соловйова — епізод
- Іван Карташов — Петя

## Знімальна група
- Режисер — Віктор Дашук
- Сценарист — Віктор Дашук
- Оператори — Юрій Єлхов, Сергій Зубиков
- Композитор — Едуард Артем'єв
- Художник — Юрій Альбицький